# Punta Kade
El punta Kade (en inglés: Kade Point) es una punta que separa el Fiordo Hielo y Puerto Wilson en la costa sur de Georgia del Sur. Punta Kade es un nombre establecido que data de alrededor de 1912.